# 1973 w nauce

## Nauki przyrodnicze i ścisłe

### Astronomia
- Leo Goldberg – Nagroda Henry Norris Russell Lectureship przyznawana przez American Astronomical Society

### Biologia
- sformułowanie hipotezy Czerwonej Królowej przez Leigha Van Valena

## Nauki społeczne

### Psychologia
- sformułowanie klasycznej teorii Łurii

## Nagrody Nobla
- Fizyka – Leo Esaki, Ivar Giaever, Brian David Josephson
- Chemia – Ernst Otto Fischer, Geoffrey Wilkinson
- Medycyna – Karl von Frisch, Konrad Lorenz, Nikolaas Tinbergen